# داگلاس (شیکاگو)
داگلاس (به انگلیسی: Douglas) یک منطقهٔ مسکونی در ایالات متحده آمریکا است که در شیکاگو واقع شده‌است. داگلاس ۴٫۳۳ کیلومتر مربع مساحت و ۲۰٬۳۲۳ نفر جمعیت دارد.